# 스팍 (가수)
스팍(1992년 10월 17일 ~)은 대한민국의 가수, 비보이다. 2017년 BLANC7 디지털 싱글 앨범 [PRISM]으로 데뷔했다.

## 방송
- 내일은 국민가수 (2021) - Top111
- 쇼다운 (2022)

## 공연
- SHOWDOWN CONCERT (2022)